# Euphrosina van Mazovië
Euphrosina van Mazovië (circa 1292 - 26 december 1328/1329) was hertogin-gemalin van Auschwitz. Ze behoorde tot de Mazovische tak van het huis Piasten.

## Levensloop
Euphrosina werd rond het jaar 1292 geboren als de dochter van hertog Bolesław II van Mazovië en diens tweede echtgenote Cunegonde, dochter van koning Ottokar II van Bohemen. 
Rond het jaar 1306 huwde ze met hertog Wladislaus van Auschwitz. Ze kregen twee of drie kinderen:
- Jan I Scholasticus (1308/1310-1372), hertog van Auschwitz
- Anna (overleden in 1354), huwde met de Hongaarse edelman Thomas Szechenyi
- een dochter (?) die zuster in de Dominicanessenklooster van Ratibor werd.

Na het overlijden van haar echtgenoot tussen december 1321 en mei 1324 werd Euphrosina regentes van het hertogdom Auschwitz voor haar minderjarige zoon Jan I Scholasticus. Ze bleef deelnemen aan de regeringszaken tot ten vroegste 14 november 1328, toen ze voor het laatst werd vermeld in de regeringsdocumenten.
Euphrosina stierf op 26 december, maar haar overlijdensjaar wordt betwist. Volgens sommige historici stierf ze in 1328, volgens andere in 1329. Na haar overlijden werd ze bijgezet in het Dominicanenklooster van Krakau.